# Mariusz Jakus
Mariusz Jakus (ur. 26 listopada 1967 w Chrzanowie) – polski aktor teatralny i filmowy, pedagog.

## Życiorys

### Wykształcenie
Uczył się w Technikum Kolejowym w Krakowie, po czym został absolwentem Wydziału Aktorskiego we Wrocławiu Państwowej Wyższej Szkoły Teatralnej im. Ludwika Solskiego w Krakowie (1993). W 2013 uzyskał stopień doktora nauk o sztukach pięknych w dziedzinie sztuk teatralnych, zaś w roku 2017 stopień doktora habilitowanego na podstawie oceny dorobku naukowego i rozprawy pt. Rola Muleja w spektaklu „Książę Niezłomny” w reżyserii Pawła Świątka w Teatrze im. S. Jaracza w Łodzi. Premiera 30 października 2015 roku. Jest adiunktem na Wydziale Aktorskim Państwowej Wyższej Szkoły Filmowej Telewizyjnej i Teatralnej im. Leona Schillera w Łodzi, gdzie pełni także funkcję prodziekana.

### Kariera teatralna
Zadebiutował 19 lipca 1992 w Tutam Bogusława Schaeffera w reżyserii Piotra Szczerskiego na deskach Teatru 38 w Krakowie. W latach 1993–1994 był aktorem Teatru Polskiego w Poznaniu, zawodowo związany z Teatrem im. Stefana Jaracza w Łodzi w latach 1994–2017. Od 2017 roku jest aktorem Teatru Współczesnego w Warszawie.
Laureat nagrody za rolę Leontesa w przedstawieniu Zimowa opowieść na Ogólnopolskim Przeglądzie Spektakli Dyplomowych Szkół Teatralnych w Łodzi (1993), zespołowej Nagrody Głównej za rolę w spektaklu Zbrodnia z premedytacją Witolda Gombrowicza w Teatrze im. Stefana Jaracza w Łodzi na XXXVI Kaliskich Spotkaniach Teatralnych (1996), wyróżnienie za rolę Spodka w Śnie nocy letniej w Teatrze im. Stefana Jaracza w Łodzi w III Ogólnopolskim Konkursie Na Inscenizację Dzieł Dramatycznych Szekspira (1998) oraz Kryształowej Łódki, nagrody dla najlepszego aktora przyznanej przez młodzież uczestniczącą w 30. edycji konkursu na recenzje szkolną organizowanego przez Towarzystwo Przyjaciół Łodzi (2003).
Odznaczony przez Ministra Kultury i Dziedzictwa Narodowego odznaką honorową „Zasłużony dla Kultury Polskiej” (2009).

### Kariera filmowa
Znany jest głównie z ról o profilu negatywnym – kryminalistów i czarnych charakterów, choć bywał także filmowym odtwórcą funkcjonariuszy służb mundurowych. Mariusz Jakus zasłynął z roli „Tygrysa” w filmie Samowolka (1993) w reżyserii Feliksa Falka, za którą otrzymał nagrodę za najlepszą drugoplanową rolę męską na 18. Festiwalu Polskich Filmów Fabularnych w Gdyni. Później był także rozpoznawalny z roli komisarza Rafalskiego w serialu Fala zbrodni i „Mongoła” w wojennym serialu telewizyjnym Czas honoru. W 2010 i 2016 i 2021 roku wystąpił gościnnie w serialu Ojciec Mateusz. Od 2018-2020 roku grał główną rolę nadkomisarza Rafała Walczaka w serialu Ślad. W 2020 roku zagrał Edwarda Taranowskiego vel Tarana razem z Krystianem Wieczorkiem w finałowym odcinku 14 sezonu w serialu Komisarz Alex.
W 2003 pojawił się gościnnie w teledysku grupy Pięć Dwa Dębiec „Pies” (P-ń VI).
W 2014 roku nagrał pierwszego w karierze audiobooka, na podstawie opowiadania „Kuba i białe święta” autorstwa Patrycji Dąbrowskiej, w ramach akcji świątecznej projektu edukacyjnego AudioCzytaki. Premiera odbyła się 17 grudnia 2014.

## Filmografia
- 1993: Gorący czwartek jako Zyga
- 1993: Samowolka jako Jan Jabłoński „Tygrys”
- 1994: Miasto prywatne jako ochroniarz Pawika
- 1995: Pułkownik Kwiatkowski jako Hardy
- 1995: Cwał jako adiutant
- 1997: Kiler jako Latynos
- 1997: Farba jako brunet na spotkaniu u Victora
- 1997: Dusza śpiewa jako operator koparki
- 1998: Matki, żony i kochanki II jako ochroniarz
- 1998: Ekstradycja 3 jako Fryta
- 1998: Amok jako Bryła
- 1998: 13 posterunek jako bandyta (odc. 40)
- 1999: Królowa aniołów jako Jakub
- 1999–2005: Na dobre i na złe jako Bolek
- 1999: Pierwszy milion jako człowiek Kajzara (niewymieniony w czołówce)
- 2000: M jak miłość jako dresiarz Maciek (odc. 2)
- 2000: Prymas. Trzy lata z tysiąca jako Narwicz
- 2001: Tam i z powrotem jako Majcherek
- 2001: Przedwiośnie jako marynarz
- 2001: Wiedźmin jako Boss
- 2001: Męska sprawa jako trener
- 2001, 2007: Świat według Kiepskich jako łowca (odc. 85) oraz policjant (odc. 266)
- 2002: Król przedmieścia jako „Bekon”, człowiek „Szklanki”
- 2002: Wiedźmin jako Vyr, członek bandy Renfri
- 2002: Non sono io jako boss
- 2002: D.I.L. jako Kruger
- 2003: Żurek jako dowódca
- 2003: Kasia i Tomek jako więzień, złodziej w banku
- 2003: Stara baśń. Kiedy słońce było bogiem jako Jeździec
- 2003–2008: Fala zbrodni jako komisarz Szymon „Rafi” Rafalski (odc. 1-103)
- 2003: Symetria jako Kosior
- 2004: Czego się boją faceci, czyli seks w mniejszym mieście jako sierżant Barciś
- 2004: Rodzina zastępcza jako tajniak (odc. 167)
- 2004: Stara baśń jako Jeździec
- 2005: Karol. Człowiek, który został papieżem jako oficer UB
- 2008–2010: Czas honoru jako SS-mann z getta „Mongoł”
- 2008: Stygmatyczka (Scena Faktu Teatru Telewizji) jako major Jaduto
- 2009: Dom zły jako ksiądz
- 2009: At oglog jako doktor
- 2010: Osiem9 jako nauczyciel
- 2010: 1920. Wojna i miłość jako komisarz bolszewików (odc. 11)
- 2010, 2016, 2021: Ojciec Mateusz jako Zygmunt Kluza (odc. 56); jako Roman Zagórski (odc. 190); jako Bogdan Walczak (odc. 212); jako Wiktor Dormut (odc. 318 i 326)
- 2010: Ludzie Chudego jako „Brunet” (odc. 7 i 8)
- 2011: Komisarz Alex jako Kowal (odc. 2)
- 2011: Licencja na wychowanie jako bezdomny Stefan
- 2011: Układ warszawski jako Sebastian Janosik (odc. 7, 8, 13)
- 2011: Satan Spa jako wódz
- 2012: Misja Afganistan jako Grzana
- 2012: Paradoks jako Piotr Wachnicki „Łańcuch”
- 2012: Anna German jako major Sobański
- 2012, 2013: Piąty Stadion; dwie role: jako komornik Antoni Szwartz, jako Malinowski
- 2013: Ida jako barman
- 2014: Lekarze jako Bogdan Birecki (odc. 40 i 41)
- 2014: Kamienie na szaniec jako policjant pod Arsenałem
- 2015: Disco polo jako szef hotelu
- 2015: Pierwsza miłość jako Krzysztof
- 2015: Prawo Agaty jako prokurator Miłek
- 2016: Kryształowa dziewczyna jako Andrzej, ojciec Adriana i Wiesi
- 2017: Wojenne dziewczyny jako Domaraszek
- 2017: Ultraviolet jako Zenon Nowak (odc. 9-10)
- 2018: Kruk. Szepty słychać po zmroku jako policjant Marek Kaponow
- 2018–2020: Ślad jako nadkomisarz Rafał Walczak, zastępca szefowej CWŚ
- 2020: Komisarz Alex jako Edward Taranowski vel Taran
- 2021: Rojst ’97 jako saper Krzysztof Jaszczerski
- od 2023: Korona królów. Jagiellonowie jako Lech
- 2024: Fuks 2 jako Olo Cywil
- 2025: Dzielnica Strachu jako Boss Podziemi

### Dubbing
- 2005: Harry Potter i Czara Ognia – Igor Karkarow
- 2021: Eternals – Gilgamesh[14]

## Nagrody
- 1993: 18. Festiwal Polskich Filmów Fabularnych w Gdyni: najlepsza drugoplanowa rola męska („Tygrys” w filmie Samowolka)